# Bahnhof Pirna
Der Bahnhof Pirna ist die wichtigste Eisenbahnbetriebsstelle der sächsischen Kreisstadt Pirna. Der Bahnhof ist in das Netz der S-Bahn Dresden eingebunden sowie Ausgangspunkt einer Regionalbahnlinie und Halt einer Regional-Expresslinie.

## Personenverkehr

### Alter Bahnhof
Der erste Pirnaer Bahnhof wurde am 1. August 1848 gemeinsam mit dem ersten Abschnitt der Bahnstrecke Dresden – Děčín in Betrieb genommen. Der Bahnhof lag nah an der Pirnaer Altstadt unweit der Klosterkirche St. Heinrich. Das Empfangsgebäude wurde im spätklassizistischen Baustil mit Elementen der römischen Renaissance erbaut. Es verfügte ursprünglich über zwei Kopfgebäude, einen Zwischentrakt und einen überdachten Hausbahnsteig.
Bereits wenige Jahre nach Inbetriebnahme erreichte der Bahnhof wegen des gestiegenen Verkehrsaufkommens seine Leistungsgrenzen. Aufgrund der stadtnahen Lage waren keine Erweiterungsflächen vorhanden. Behinderungen ergaben sich insbesondere bei Zugkreuzungen und beim Wassernehmen der Lokomotiven. Zudem ließen sich weitere von Pirna aus geplante Eisenbahnstrecken von diesem Standort aus nur ungünstig anlegen.
Im Zusammenhang mit dem Bau der Bahnstrecke Kamenz–Pirna wurde der Bau einer ersten Pirnaer Elbbrücke notwendig, die 1875 westlich des bisherigen Bahnhofs errichtet wurde. Am Kreuzungspunkt der Bahnlinie Pirna – Kamenz mit der Elbtalbahn wurde am 15. Oktober 1875 der neue Pirnaer Bahnhof in Betrieb genommen. Der alte Bahnhof wurde am 18. Oktober 1875 aufgelassen. Bei der Bombardierung der Pirnaer Elbbrücke wurde das Gebäude 1945 teilweise zerstört. Im Gebäude war bis 1998 die Bahnmeisterei untergebracht. Gleichzeitig wurde das Gebäude für Wohnzwecke genutzt. Bis 2016 stand das unter Denkmalschutz stehende Gebäude leer. Nach Sanierung zog 2019 das erste Einzelhandelsgeschäft ein. Der alte Pirnaer Bahnhof ist das älteste noch erhaltene Empfangsgebäude der Sächsisch-Böhmischen Eisenbahn.

### Neuer Bahnhof
Der neue Bahnhof wurde am 15. Oktober 1875 in der Pirnaer Westvorstadt eröffnet. Architektonisch lehnt sich das Gebäude an den alten Bahnhof an. Es besteht aus zwei Kopfgebäuden mit dazwischenliegendem Zwischengebäude. Das östliche Kopfgebäude orientiert sich zum Bahnhofsvorplatz und bildet das eigentliche Empfangsgebäude. Dieses liegt in Insellage. Die Gleise der Elbtalbahn verlaufen nördlich des Gebäudes (Hausbahnsteig 3 und Inselbahnsteige 1 und 2). Südlich des Gebäudes liegt der Bahnsteig 4, der Ausgangspunkt der Züge nach Kamenz, Bad Gottleuba und Großcotta war. Südlich des Bahnsteigs 4 befand sich der heute nicht mehr benutzte Bahnsteig 5, der nur ebenerdig durch das Überschreiten des Bahnsteiggleises 4 zu erreichen war.
1880 wurde die Strecke nach Berggießhübel eröffnet, und 1905 nach Gottleuba verlängert. 1894 kam die Strecke nach Großcotta dazu. Auf dieser Strecke endete der Personenverkehr 1957, 1963 auch der Güterverkehr. Ein Reststück bis Pirna Zehista wurde noch bis 1999 bedient. Auf der Strecke nach Gottleuba endete der Personenverkehr 1970, der Güterverkehr 1976. Nur der Abschnitt bis Pirna-Neundorf wurde zunächst noch bedient, der Restverkehr endete 1997.
Die Strecke endete in Pirna in einem Gleisdreieck: ein Gleis führte in den Ostteil des Bahnhofes mit den Bahnsteigen südlich des Empfangsgebäudes, ein anderes Gleis in den Westteil, darüber waren direkte Fahrten aus Gottleuba und Großcotta Richtung Dresden möglich. Im Zuge der Bahnhofsumbaus 1999 wurden die Gleise des Gleisdreiecks entfernt.
1976 wurde der elektrische Verkehr auf der Strecke Dresden–Děčín aufgenommen. 
Zwischen Oktober 1996 und Juli 2001 wurden die nördlichen Bahnsteige (Hausbahnsteig und Inselbahnsteig) entlang der Bahnstrecke Dresden – Děčín neu gebaut und gleichzeitig auf 172 Meter (Inselbahnsteige 1 und 2) bzw. 146 Meter (Hausbahnsteig 3) Länge gekürzt. Gleichzeitig erhielt die S-Bahn-Strecke Pirna – Coswig ein eigenes Gleispaar.
Im Zuge des Konjunkturpakets I der Bundesrepublik Deutschland wurde das Empfangsgebäude in den Jahren 2009/2010 für rund 1,5 Millionen Euro mit energetischen Maßnahmen durch die DB Station&Service saniert. Der Fokus der Maßnahmen lag auf der energetischen Sanierung der Dachflächen und der Fassade, die einen vollflächigen Wärmedämmputz erhielt. Die alten Holzfenster sowie die Sandstein-Gliederungselemente wurden nach denkmalpflegerischen Aspekten instand gesetzt. Unbestrittenes Highlight war das Öffnen der Decke in der Empfangshalle und die Sanierung des darüberliegenden Oberlichtes. Damit soll der historische Eindruck eines freundlichen, lichtdurchfluteten Raumes zurückkehren.

## Güterverkehr
Südlich des Bahnhofgebäudes befand sich die Güterabfertigung. Hinzu kamen umfangreiche Gleisanlagen zum Bilden von Zügen sowie Anschlussgleise, welche direkt im Bahnhofsgelände begannen.
Zwischen 1996 und 2005 wurden die Gleisanlagen des Güterverkehrs stark zurückgebaut. Der Güterbahnhof wird heute nur noch zum Umspannen von Güterzügen genutzt.
Seit 2013 sind jedoch viele Gleise wieder neu angelegt oder rekonstruiert worden, vor allem im Bereich des Bahnbetriebswerkes. Für den Güterverkehr wurde das Stammgleis zum früheren Heizkraftwerk Pirna erneuert und ein mehrgleisiger Firmenanschluss gebaut. Dieser Anschluss gehört dem AGRO-Terminal, einer Zweigniederlassung eines Hamburger Getreide- und Futtermitteldienstleisters. Sie benutzt das Gleis seit 1. Oktober 2012 zum Empfang und Versand von Ganzzügen.

## Bahnbetriebswerk
Unweit des Bahnhofes befand sich das Bahnbetriebswerk Pirna. Im Jahr 1963 wurde das Bw Bad Schandau als Einsatzstelle an das Bw Pirna angegliedert und zum 1. Januar 1968 wurde das Bw Pirna selbst Einsatzstelle des Bw Dresden. In den folgenden zwei Jahren erhielt die Einsatzstelle vorrangig Diesellokomotiven der Baureihe V 100 zugeteilt. Zusammen mit dem im Jahr 1969 beginnenden Einsatz von Leichtverbrennungstriebwagen von Pirna aus, war der Traktionswandel in der Einsatzstelle in wenigen Jahren vollzogen. Vom Bw Pirna bzw. später der Einsatzstelle wurden die Lokomotiven für die von Pirna ausgehenden Nebenstrecken und die Müglitztalbahn gestellt.
Der 15-ständige Ringlokschuppen wurde im Zweiten Weltkrieg von mehreren Bomben getroffen und wurde anschließend nur notdürftig wieder aufgebaut. Vor allem das Dach blieb jedoch ein Provisorium. Daher musste der Lokschuppen im Oktober 1995 wegen Baufälligkeit gesperrt werden. In den folgenden Jahren stürzte das Dach teilweise ein. Anfang April 2009 wurde der Ringlokschuppen abgerissen. Im Juni 2012 begann die ITL Eisenbahngesellschaft auf dem Gelände mit dem Bau eines neuen Bahnbetriebswerks zur Instandhaltung von Lokomotiven und Wagen. Am 27. Juni 2013 eröffnete die ITL ihre neue Werkstatt mit vier Hallengleisen; die Investitionskosten betrugen rund sechs Millionen Euro.

## Teilweise Umnutzung des Bahnhofsgeländes
Nach dem Wegfall des Güterverkehrs waren große Teile des Pirnaer Bahnhofes ungenutzt. Daher wurde auf diesem Gelände der neue Betriebshof der damaligen Oberelbischen Verkehrsgesellschaft Pirna-Sebnitz mbH (eröffnet 2001) sowie das Verwaltungsgebäude der Landestalsperrenverwaltung Sachsen erbaut. Diesen folgte im Januar 2008 der neue Zentrale Omnibusbahnhof von Pirna, welcher auf dem Gelände der ehemaligen Güterabfertigung und des alten Busbahnhofes errichtet wurde.

## Personenverkehr heute
Der Bahnhof Pirna zählte 2015 wochentags 7.130 ein- und aussteigende Fahrgäste, an Wochenenden und Feiertagen waren es 4.375 Fahrgäste. Aktuell wird der Bahnhof von vier SPNV-Linien angefahren, welche von DB Regio Südost betrieben werden. Bis Dezember 2021 wurde die RB71 von der Mitteldeutschen Regiobahn betrieben.
| Linie                    | Linienverlauf | Takt (min)                                                          | EVU             |
| ------------------------ | --- | ------------------------------------------------------------------- | --------------- |
| S 1                      | Meißen Triebischtal – Coswig (b Dresden) – Dresden-Neustadt – Dresden Mitte – Dresden Hbf – Heidenau – Pirna – Bad Schandau (– Schöna) | 10/20 (Meißen Triebischtal–Pirna Mo–Fr zur HVZ) 30 (60 nach Schöna) | DB Regio Südost |
| S 2                      | Dresden Flughafen – Dresden-Klotzsche – Dresden-Neustadt – Dresden Mitte – Dresden Hbf – Heidenau – Pirna                              | 30 (nur Mo–Sa)                                                      | DB Regio Südost |
| RB 71                    | Pirna – Dürrröhrsdorf – Neustadt (Sachs) – Sebnitz (Sachs)                                                                             | 60 (Mo–Fr); 120 (Sa–So)                                             | DB Regio Südost |
| RE 20                    | Dresden Hbf – Pirna – Bad Schandau – Děčín hl.n. – Ústí nad Labem západ (– Litoměřice město)                                           | – (Saisonal am Wochenende)                                          | DB Regio Südost |
| Stand: 12. Dezember 2021 | |                                                                     |                 |

## Galerie

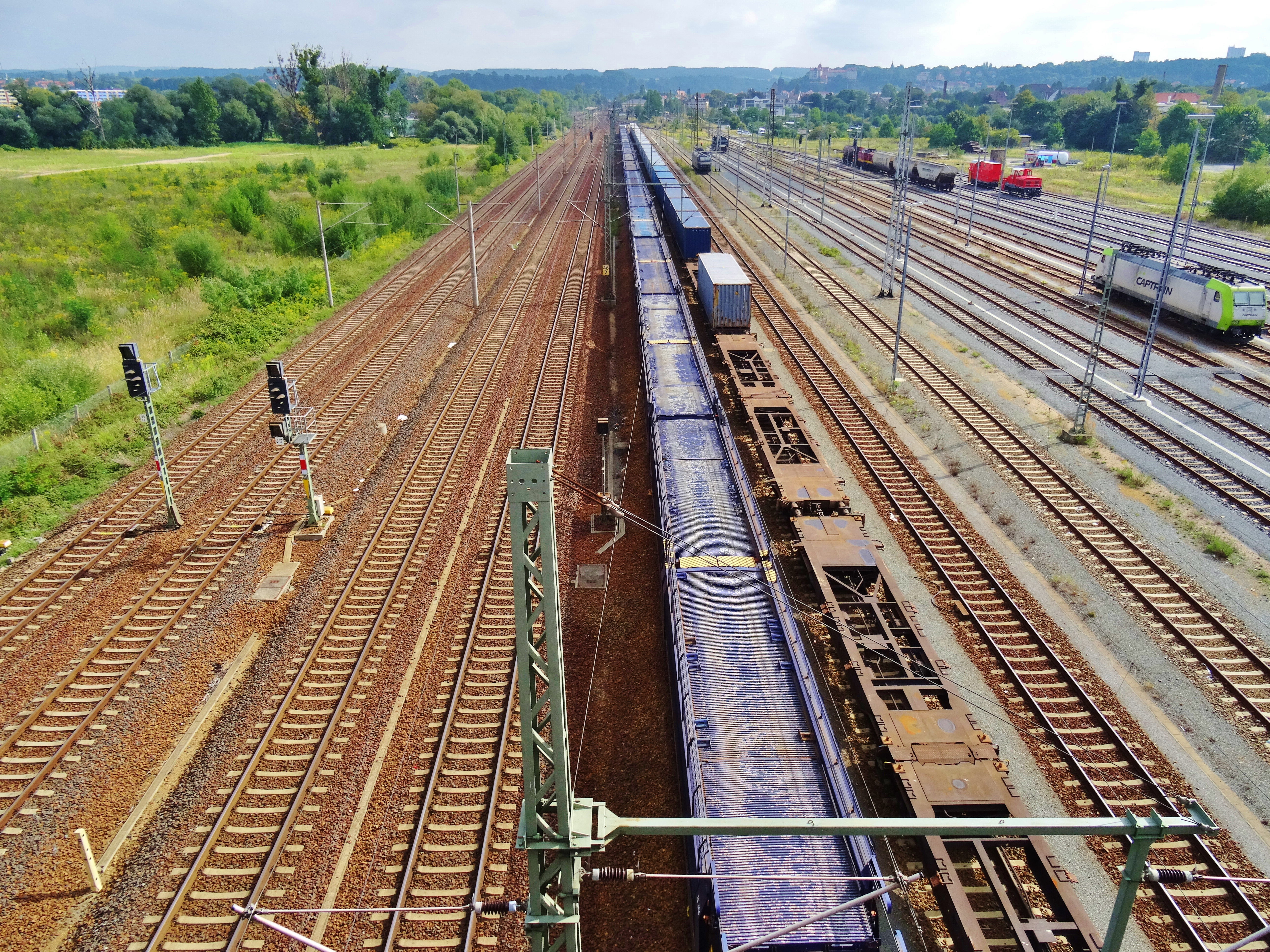
Gleisanlagen im Bereich Pirna, die vier linken Gleise bilden die Elbtalbahn, die Gleise rechts davon dienen dem Güterverkehr
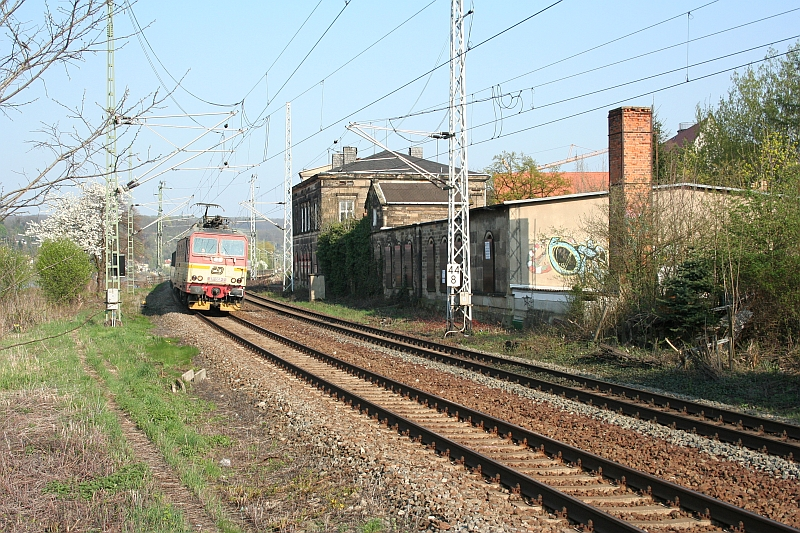
Blick auf den Alten Bahnhof von Pirna mit vorbeifahrendem EuroCity (Zustand vor der Sanierung des Gebäudes)
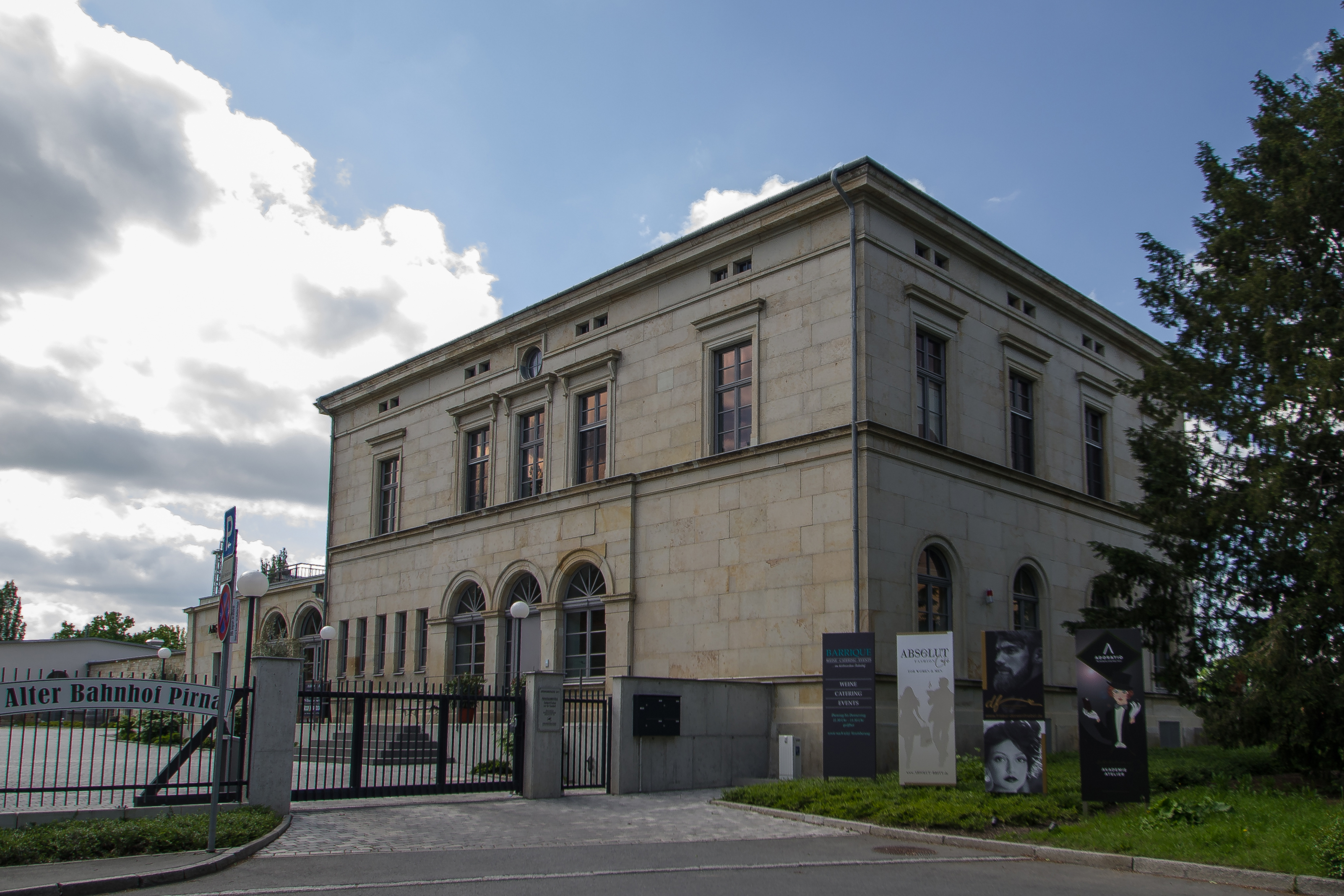
Straßenansicht des Alten Bahnhofs (Zustand nach der Sanierung des Gebäudes)
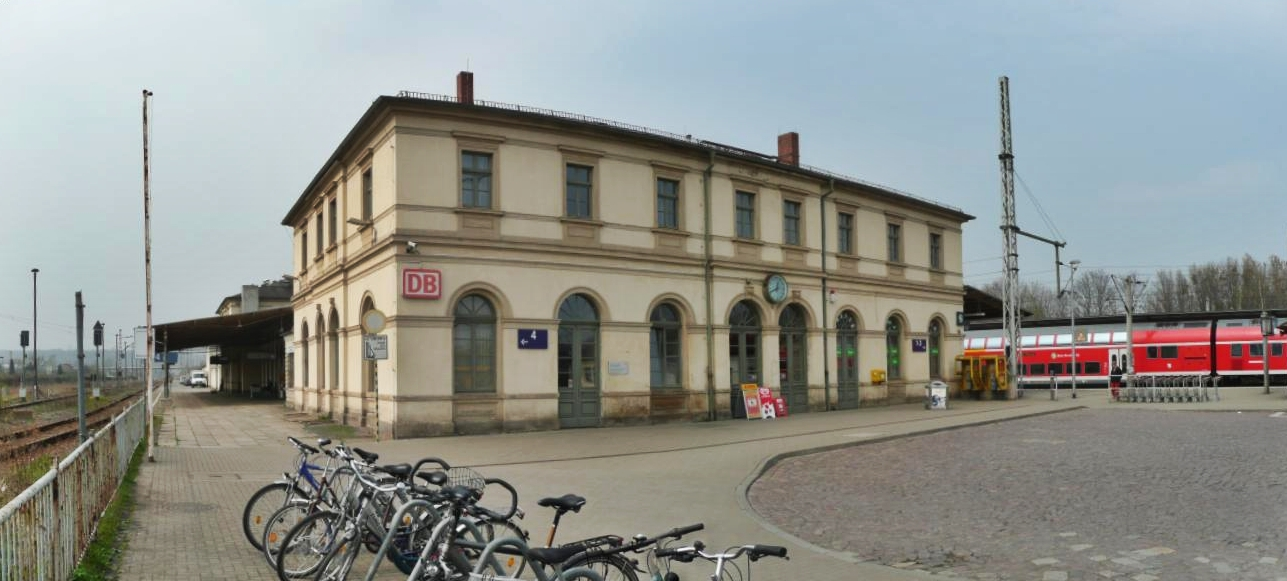
Blick auf das Empfangsgebäude des Neuen Bahnhofs, auf der Nordseite (rechts) befinden sich die Bahnsteige 1–3, auf der Südseite (links) der Bahnsteig 4
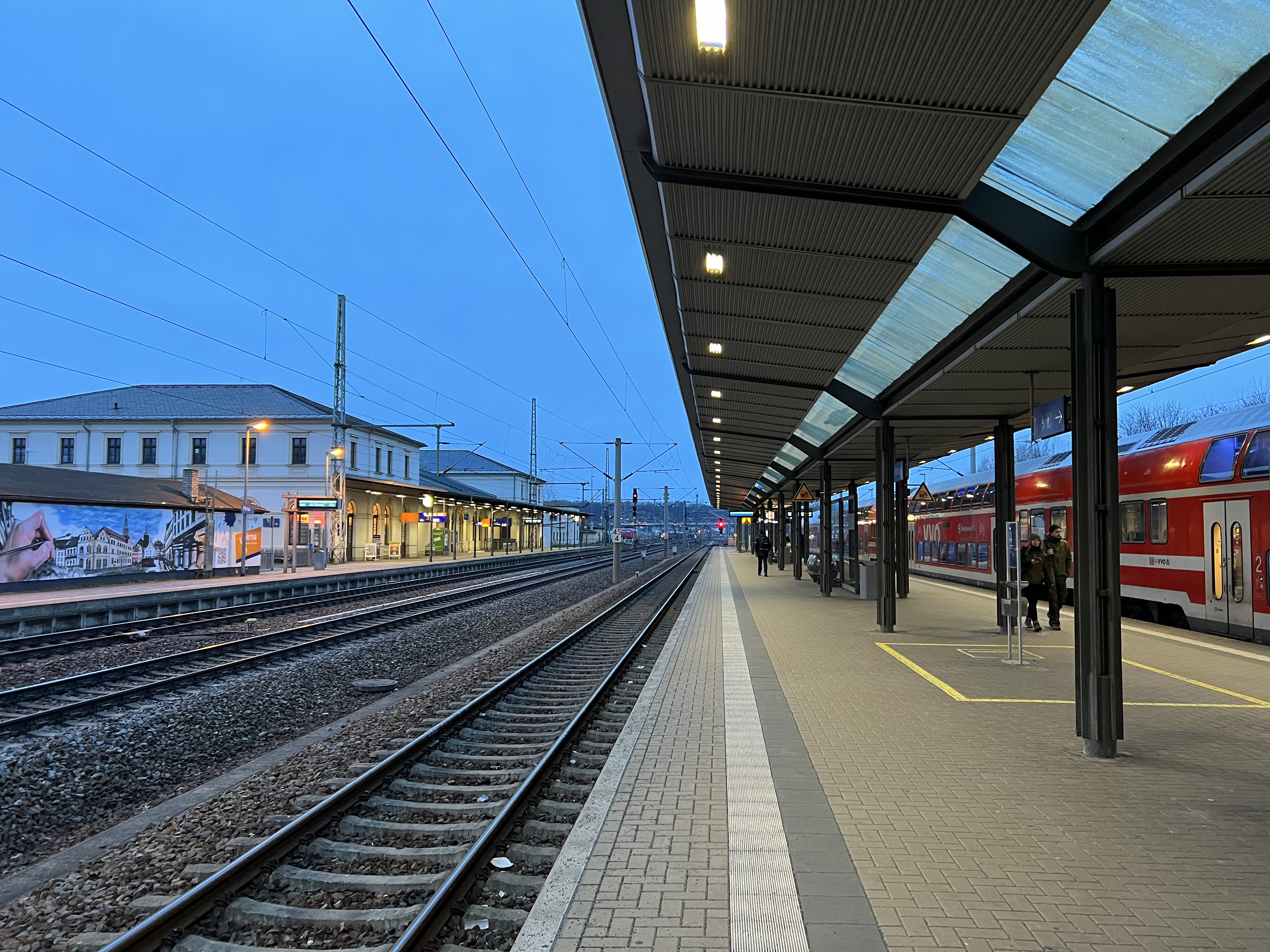
Blick vom Inselbahnsteig zum Empfangsgebäude
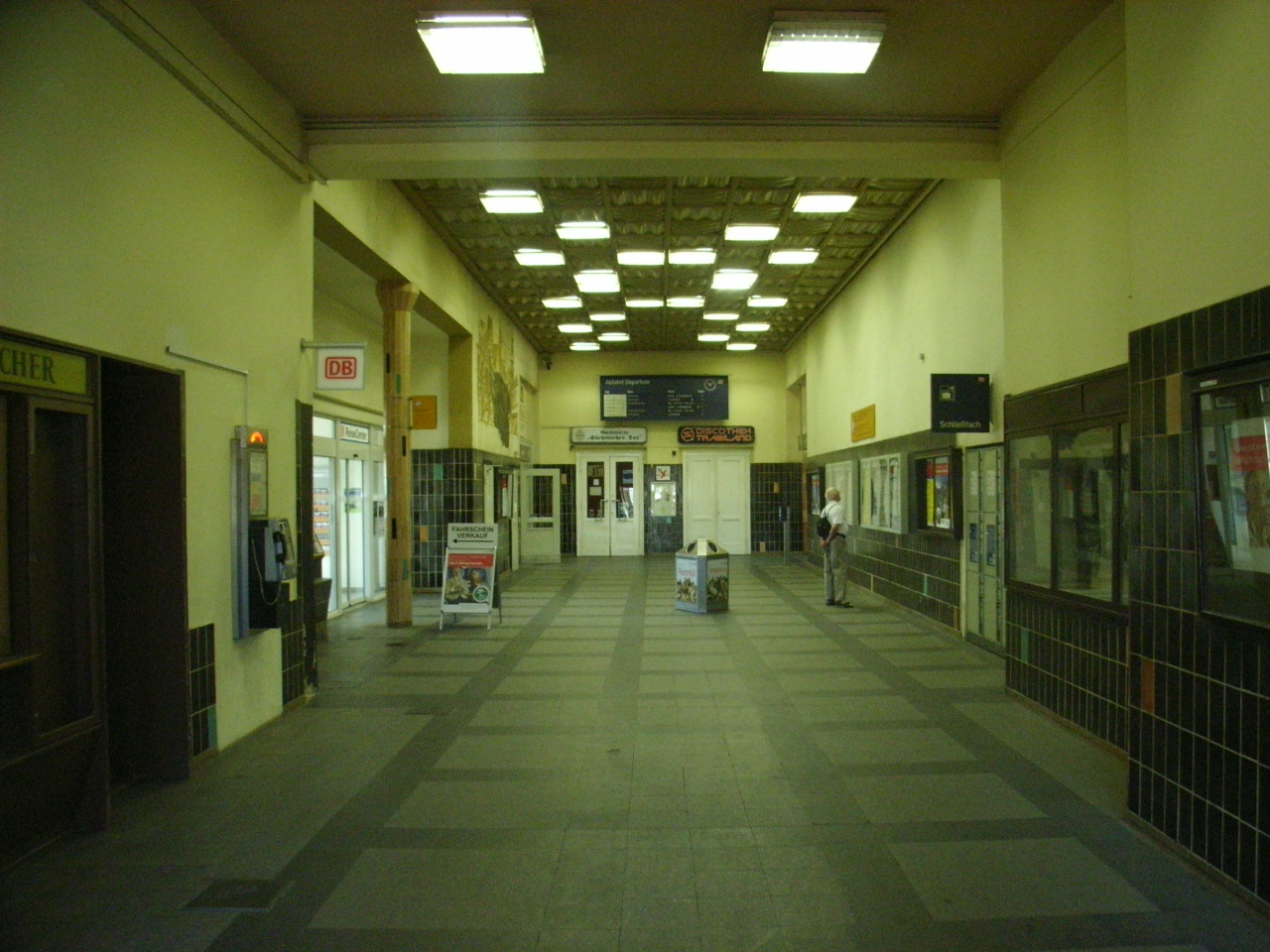
Ansicht der Halle im Bahnhofsgebäude, Zustand vor der Sanierung
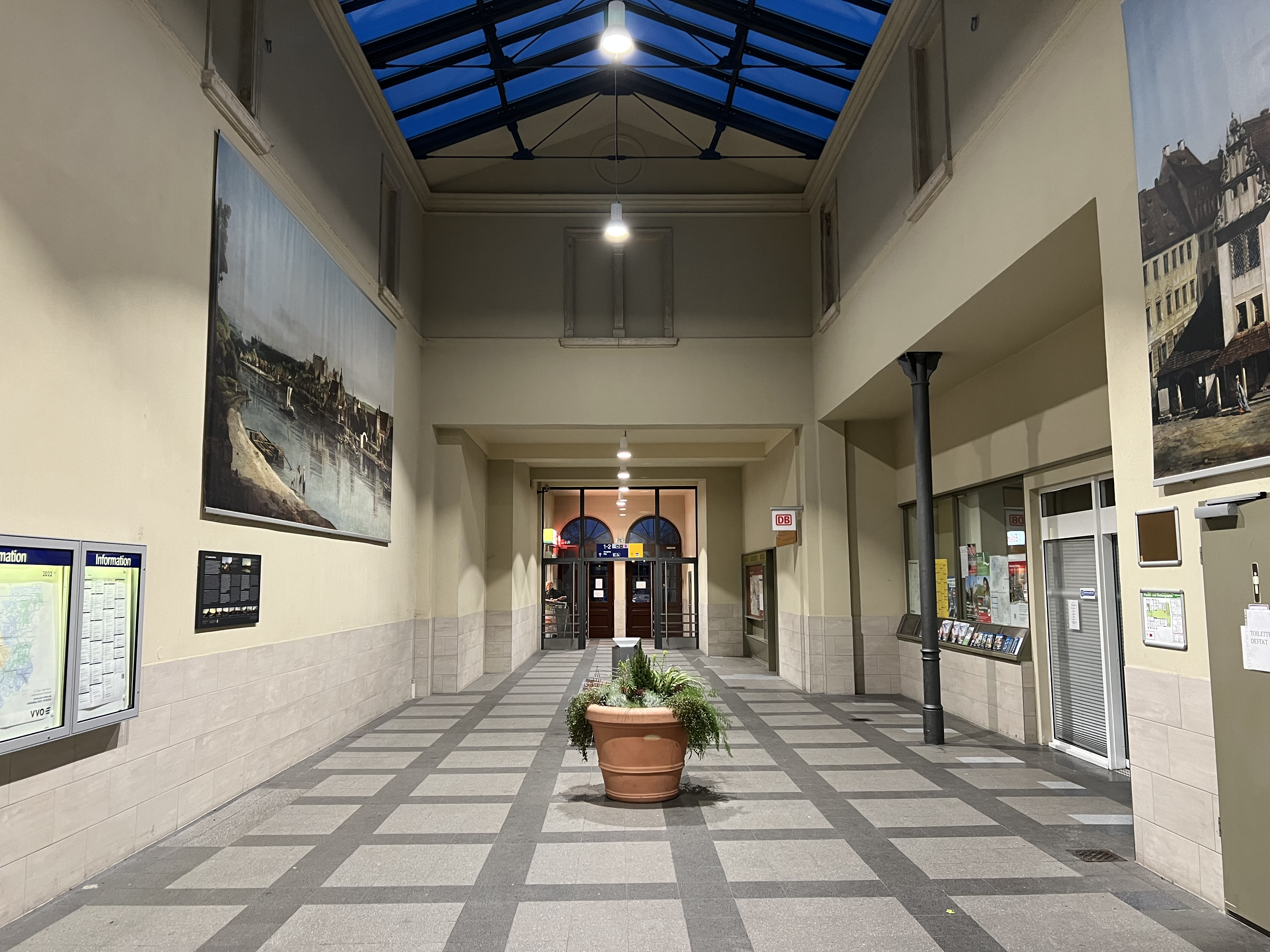
Ansicht der Halle mit freigelegtem Lichthof nach der Sanierung
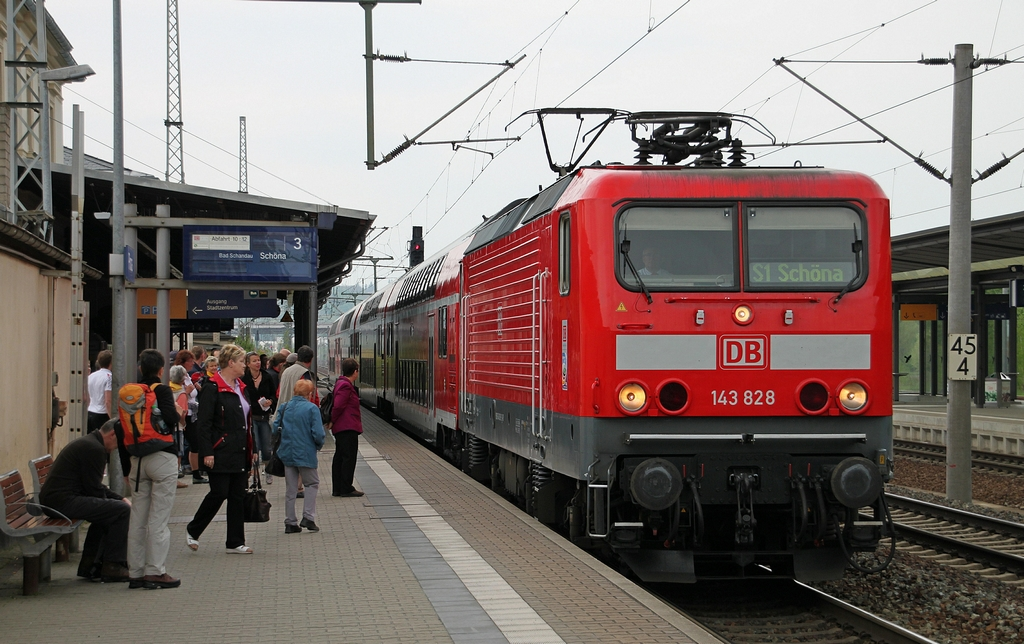
Zug der S-Bahn-Linie S1 am Bahnsteig 3
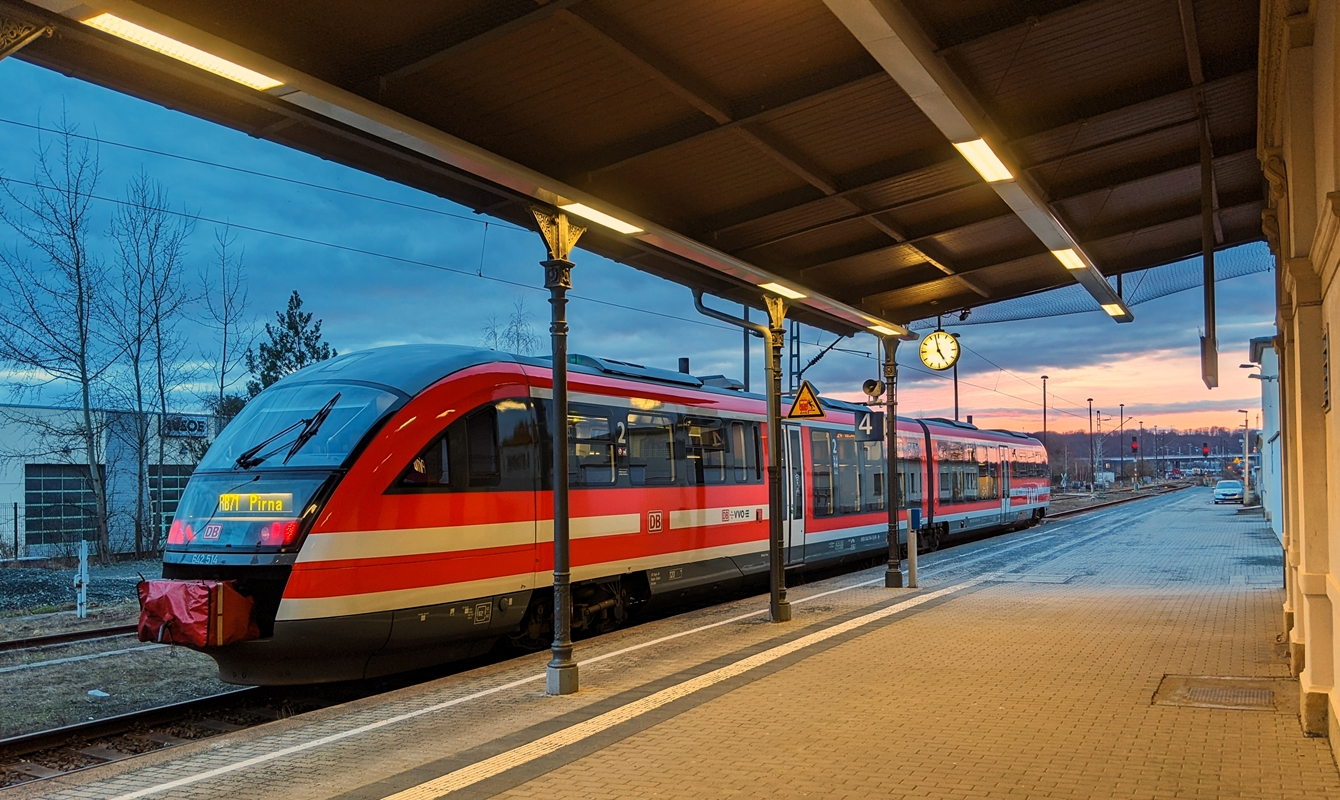
Triebwagen der RB 71 nach Neustadt (Sachsen) am Bahnsteig 4
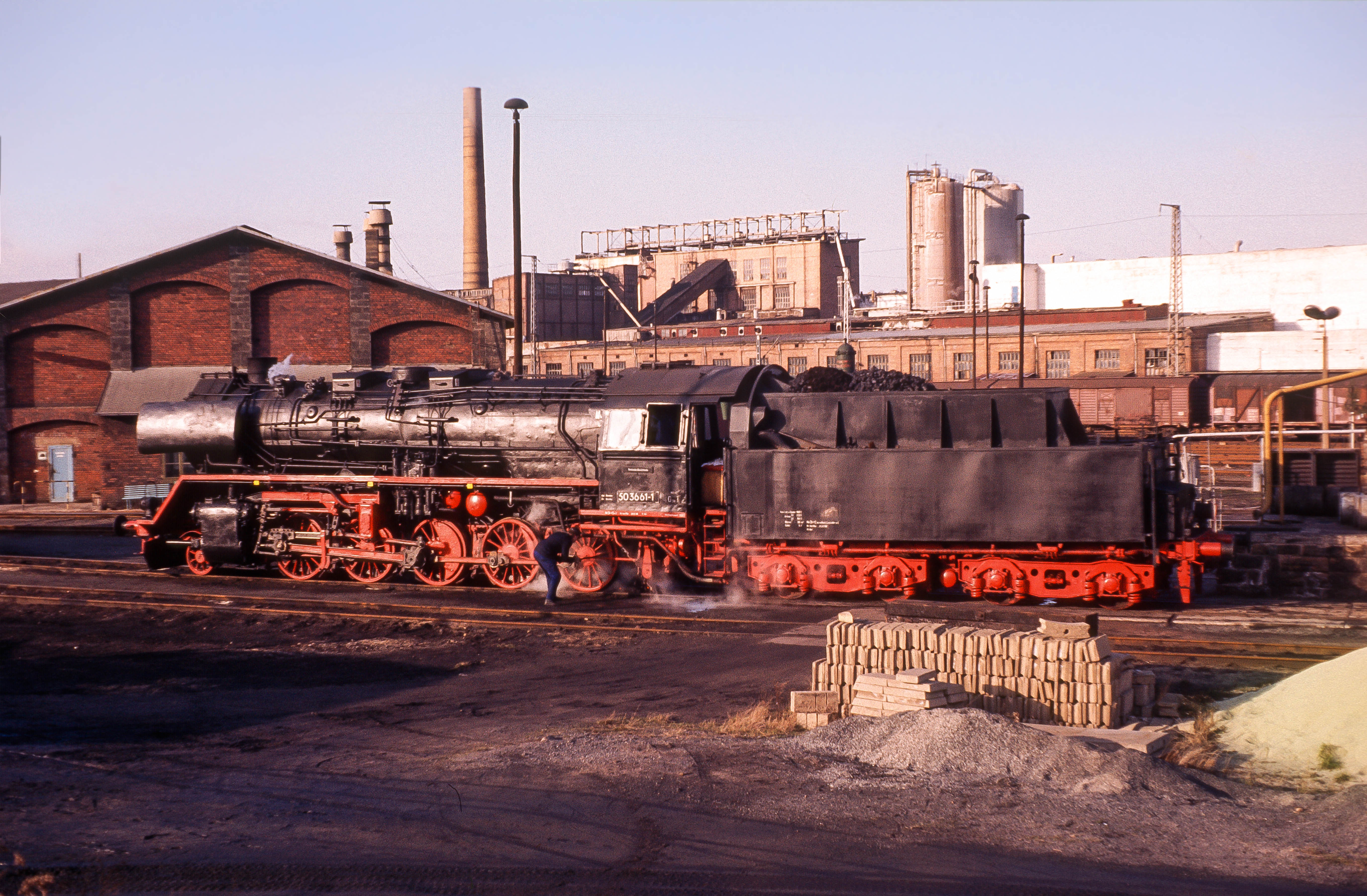
50 3661 als Heizlok im BW Pirna (28. Dezember 1990)
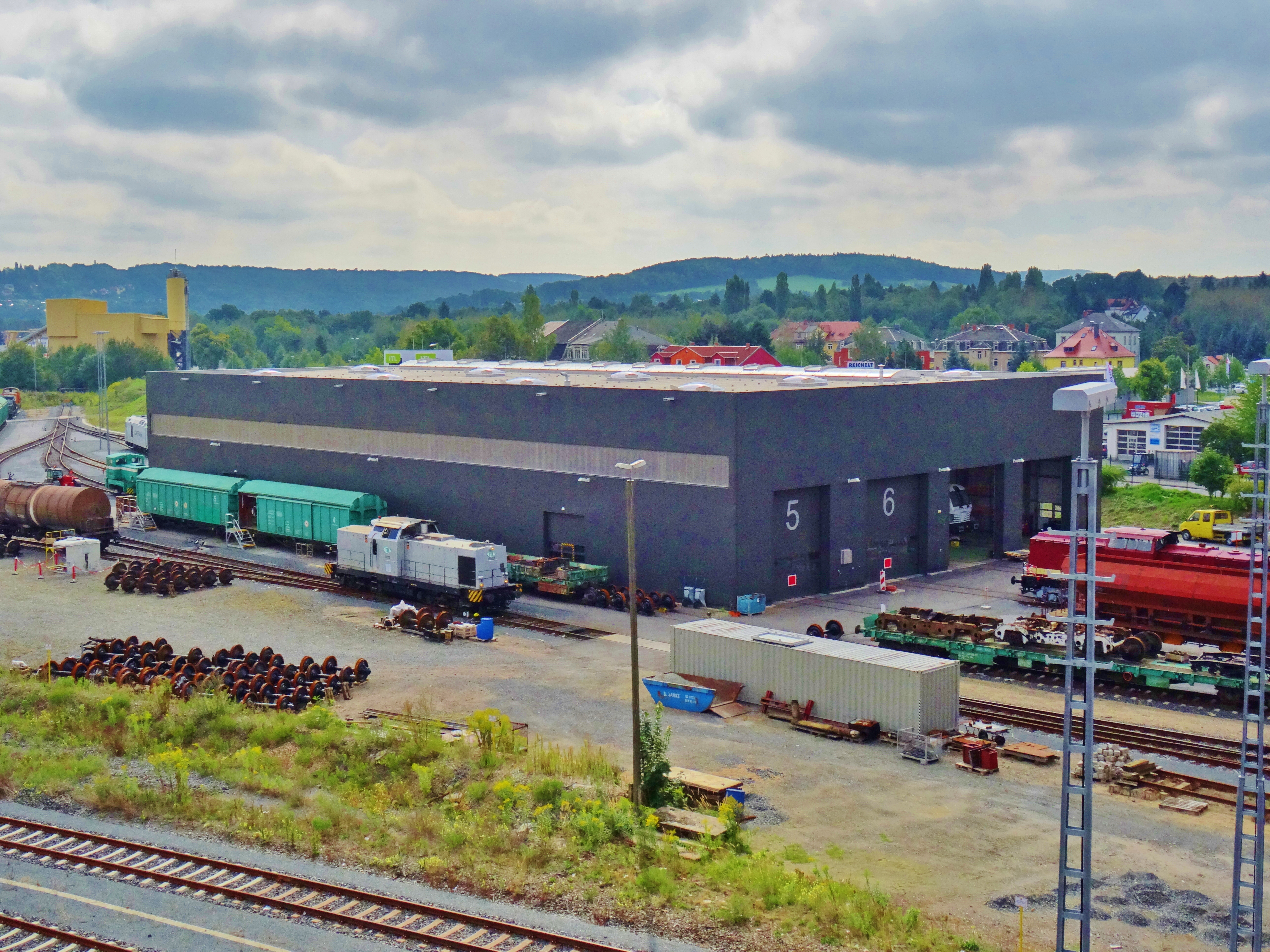
Blick auf das 2012 eröffnete ITL-Bahnbetriebswerk
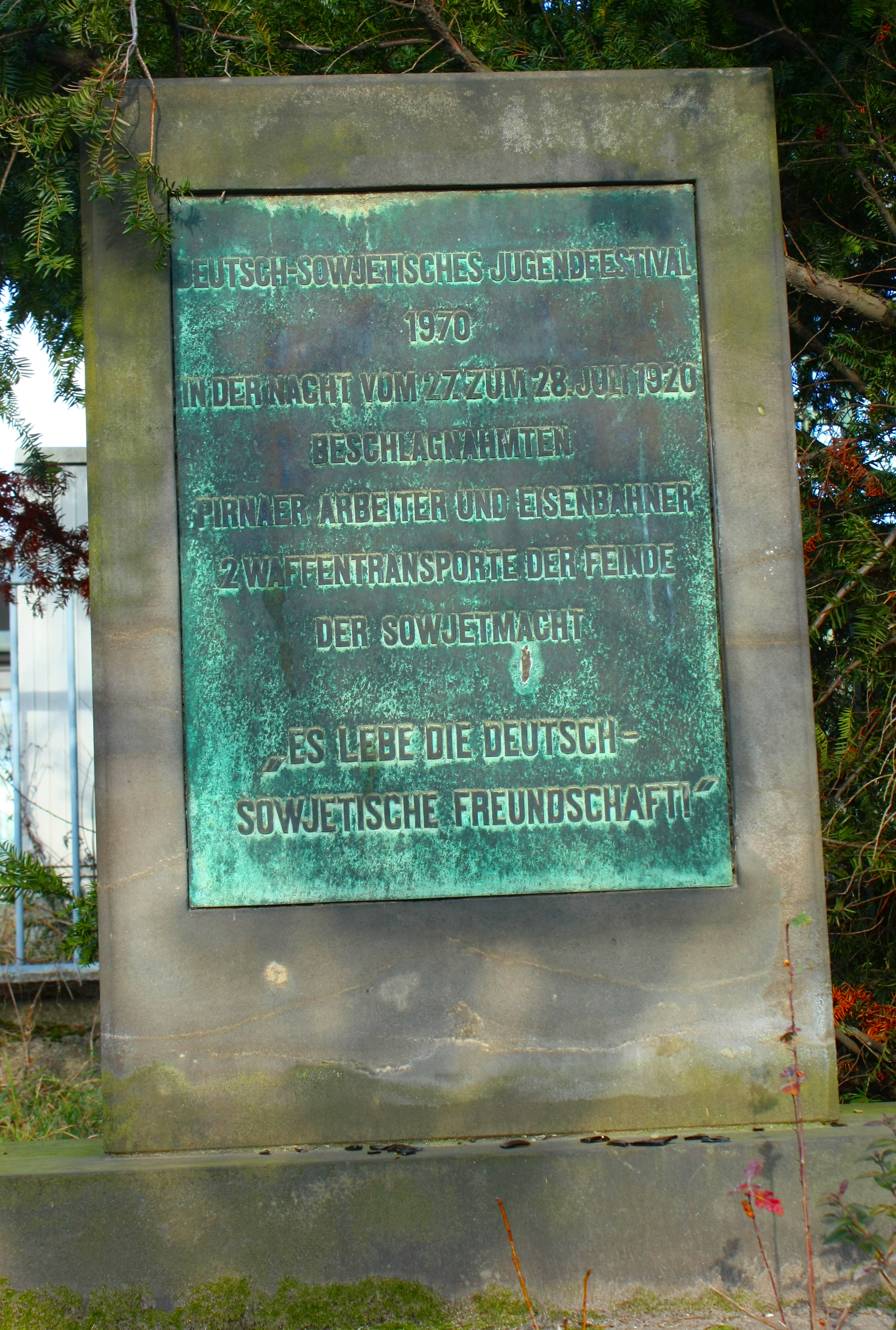
Gedenkstein am Bahnhof für das Deutsch-Sowjetische Jugendfestival 1970